# Timicka Clarke
 Timicka Clarke (9 november 1980) is een Bahamaanse atlete, die is gespecialiseerd in de 100 m en de 200 m. Tweemaal nam ze deel aan de Olympische Spelen, maar bleef medailleloos.

## Biografie
Op de Olympische Spelen van 2004 in Athene nam Clarke samen met haar landgenotes Debbie Ferguson, Chandra Sturrup en Shandria Brown deel aan de 4 x 100 m estafette. Het Bahamaanse viertal kwalificeerde zich voor de finale in een tijd van 43,02 s. In deze finale eindigden ze op een vierde plaats in een tijd van 42,69.
In 2008 nam Clarke opnieuw deel aan de Olympische Spelen van 2008 in Sydney, ditmaal op de individuele 100 m. Hierin eindigde ze in een tijd van 12,16 op een zesde plaats in haar reeks en was uitgeschakeld voor de volgende ronde.

## Persoonlijke records
Outdoor
| Onderdeel | Prestatie | Datum         | Plaats  |
| --------- | --------- | ------------- | ------- |
| 100 m     | 11,26 s   | 2 juni 2007   | Atlanta |
| 200 m     | 23,29 s   | 13 april 2002 | Tempe   |

Indoor
| Onderdeel | Prestatie | Datum           | Plaats       |
| --------- | --------- | --------------- | ------------ |
| 60 m      | 7,38 s    | 21 januari 2006 | Fayetteville |